# Smartwings Poland
Smartwings Poland Sp. z oo, anciennement Travel Service Polska Sp. z oo, est une compagnie aérienne charter polonaise basée à Varsovie. La compagnie aérienne a commencé ses opérations en mai 2012 depuis l' aéroport Frédéric Chopin de Varsovie et est une filiale de la compagnie aérienne tchèque Smartwings. Dans le cadre d'un exercice de changement de marque en 2018, Smartwings Poland, ainsi que d'autres sociétés du groupe Travel Service, ont vu leur nom changé de Travel Service en Smartwings et leurs avions repeints.

## Destinations
Smartwings Poland dessert les destinations de loisirs suivantes :[réf. nécessaire]

### Afrique
Égypte
- Charm el-Cheikh - Aéroport international de Charm el-Cheikh

 Maroc
- Agadir - Aéroport Agadir-Al Massira

 Tanzanie
- Zanzibar - Aéroport international Abeid Amani Karume

 Tunisie
- Enfidha - Aéroport international d'Enfidha-Hammamet

### Asie
Israël
- Tel Aviv - Aéroport international Ben Gourion

 Thaïlande
- Krabi - Aéroport international de Krabi

 Turquie
- Antalya - Aéroport d'Antalya
- Bodrum - Aéroport de Milas-Bodrum

### Europe
Albanie
- Tirana - Aéroport de Tirana

 Bulgarie
- Bourgas - Aéroport de Bourgas
- Varna - Aéroport de Varna

 Croatie
- Split - Aéroport de Split

 Chypre
- Larnaca - Aéroport international de Larnaca

 Espagne
- Fuerteventura - Aéroport de Fuerteventura
- Las Palmas - Aéroport de Gran Canaria
- Palma de Majorque - Aéroport de Palma de Majorque
- Ténérife - Aéroport de Ténérife Sud

 Grèce
- Héraklion - Aéroport international d'Héraklion
- Kavala - Aéroport international de Kavala
- Rhodes - Aéroport international de Rhodes
- Thessalonique - Aéroport de Thessalonique
- Zante - Aéroport international de Zante

 Italie
- Catane - Aéroport de Catane-Fontanarossa
- Palerme - Aéroport de Palerme

 Pologne
- Bydgoszcz - Aéroport Bydgoszcz Ignacy Jan Paderewski
- Gdańsk - Aéroport Gdańsk Lech Wałęsa
- Katowice - Base de l'aéroport international de Katowice
- Aéroport de Łódź- Łódź Władysław Reymont
- Poznań - Aéroport de Poznań – Ławica
- Varsovie - Base de l'aéroport Frédéric Chopin de Varsovie
- Wrocław - Aéroport Copernicus Wrocław

 Portugal
- Madère - Aéroport de Funchal

### Amérique du Nord
Cuba
- Cayo Coco - Aéroport Jardines del Rey
- Aéroport de Santa Clara - Abel Santamaría

 République dominicaine
- Punta Cana - Aéroport international de Punta Cana

## Flotte

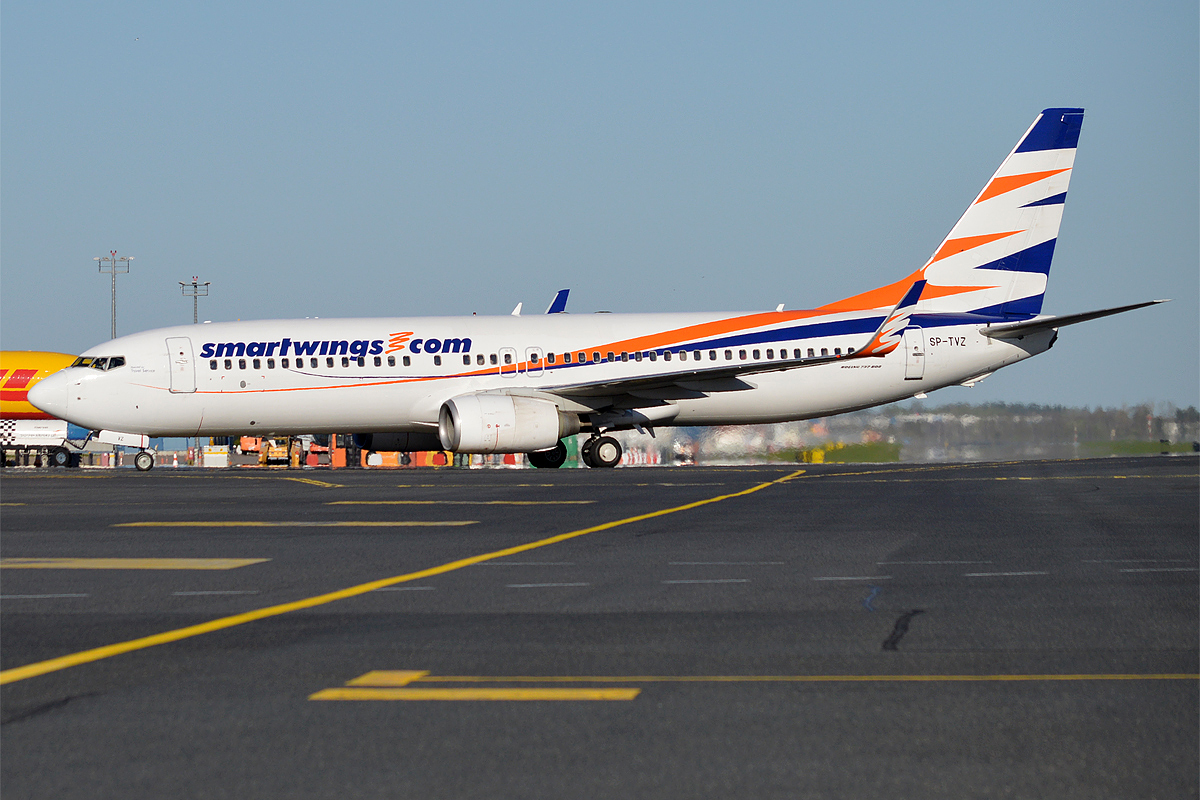
Seul Boeing 737-800 de Smartwings Poland

En mars 2019, la flotte de Smartwings Poland se compose des avions suivants,:
| Avion          | En service | Commandes | Passagers | Passagers | Passagers | Remarques |
| Avion          | En service | Commandes | C         | Y         | Total     | Remarques |
| -------------- | ---------- | --------- | --------- | --------- | --------- | --------- |
| Boeing 737-800 | 1          | —         | -         | 189       | 189       |           |
| Total          | 1          | —         |           |           |           |           |

Smartwings Pologne utilise également des Boeing 737-800 de sa société mère Smartwings pour couvrir ses vols.